# Ozeanbrücke
Die Ozeanbrücke ist eine Fußgänger- und Radfahrbrücke, die nördlich bei Harpstedt in der Wildeshauser Geest in Niedersachsen liegt. Sie ist die einzige Querung über das sumpfige Delmetal zwischen dem Ortsteil Klein Amerika und dem Harpstedter Wald.

## Geschichte
Der Vorläufer der Brücke war ein einfacher Steg, der 1925 von Heinrich Plate, Wirt des einstigen Gasthauses „Amerika“, an dieser Stelle errichtet wurde. In Anlehnung an den Weg nach, bzw. von Amerika wurde er Ozeanbrücke genannt. Im Jahre 1967 wurde mit Hilfe des THW-Ortsverband Syke der Steg durch eine richtige Brücke ersetzt und mit einem langen Steg versehen, welche 1982 umfangreich saniert werden mussten. Nach etwa 20 Jahren war der zunehmende Verfall der Brücke nicht mehr aufzuhalten, so dass diese aus Sicherheitsgründen gesperrt wurde. Im Mai 2006 begann der Abbau der alten und anschließende Neubau der heutigen Brücke, die am 8. August 2006 feierlich übergeben wurde.

## Heutiger Zustand

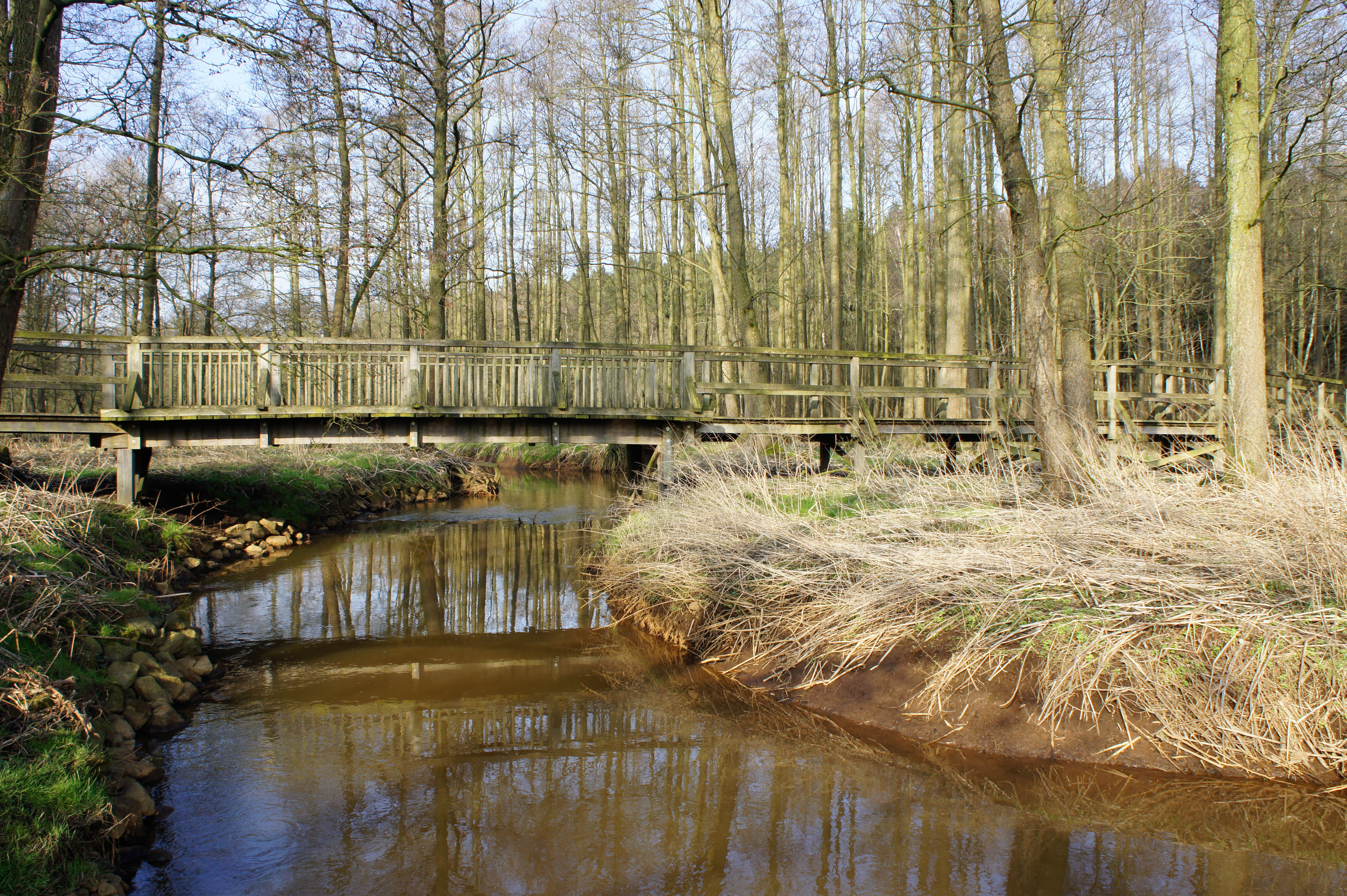
Die Ozeanbrücke (2014)

Die neue Ozeanbrücke ist 175 Meter lang und 1,5 Meter breit. An zwei Stellen sind zusätzliche Ausweichbuchten eingebaut, damit Rollstuhlfahrer aneinander vorbeifahren können. An der Westseite gibt es eine Schutzhütte mit Bänken und einem Tisch. Die Brücke ist ein Teil des Brückenradwegs Bremen – Osnabrück.